# Julio Alberto Moreno
Julio Alberto Moreno Casas (Carreño, 7 ottobre 1958) è un ex calciatore spagnolo.

## Carriera

### Giocatore

#### Club
Cresciuto tra le file dell'Atlético Madrid, esordisce nella Primera División spagnola nella stagione 1977-1978. Dopo due anni viene mandato per una stagione in prestito al Recreativo Huelva. Al suo ritorno nella capitale spagnola si impone  tanto da venire notato ed acquistato dal Barcellona.
Con i blaugrana disputa nove stagioni al termine delle quali, dopo aver collezionato 200 presenze nel massimo campionato e numerosi trofei, conclude la carriera nel 1991.
Dopo aver lasciato i campi da gioco è caduto in una profonda depressione che lo ha portato ad abuso di sostanze stupefacenti. Dopo aver superato questi problemi, ora lavora per varie fondazioni ed organizzazioni che si battono per sconfiggere la droga nel mondo giovanile.

#### Nazionale
Ha totalizzato 34 presenze con la Nazionale di calcio spagnola, esordendo nella partita Galles-Spagna (3-0) del 29 febbraio 1984. È stato anche convocato sia per il Campionato europeo di calcio 1984 che per il Campionato mondiale di calcio 1986.

## Palmarès

### Giocatore

#### Club

##### Competizioni nazionali
- Campionato spagnolo: 2

Barcelona: 1984-1985, 1990-1991
- Coppa di Spagna: 3

Barcelona: 1982-1983, 1987-1988, 1989-1990
- Supercoppa di Spagna: 1

Barcelona: 1983
- Copa de la Liga: 2

Barcelona: 1982-1983, 1985-1986

##### Competizioni internazionali
- Coppa delle Coppe: 1

Barcelona: 1988-1989